# Държавна психиатрична болница „Д-р Георги Кисьов“
Държавната психиатрична болница „Д-р Георги Кисьов“ в град Раднево е най-голямото психиатрично лечебно заведение на Балканския полуостров.
Създадена е в град Раднево през 1955 г. Носи името на д-р Георги Кисьов, който е сред нейните създатели заедно с д-р Борис Старирадев.

## История
След като специализира неврология, а по-късно и психиатрия в София др. Борис Старирадев е главен лекар в клининиките в Бяла и Ловеч. След ловешката болница на 15 октомври 1955 г. е назначен за главен лекар в новопостроената Държавна психиатрична болница „Д-р Георги Кисьов“ в град Раднево. В тази болница докторът въвежда за първи път в България трудотерапията като метод за лечение на психично болни хора. За тази цел в обширния двор на болницата са засадени плодни дръвчета и е организирана зеленчукова градина, за която се грижат пациентите. Част от продукцията е за консумация от болните, а друга е предназначена за пазара, с което болницата има собствени приходи. Освен трудотерапията доктор Старирадев въвежда комбинирането и със сънна терапия в добавка.
Към 2024 г. в болницата от 1971 г. насам се прилага и арт терапия, която се изразява в създаването на различни картички, мартеници или поставянето на театрални пиеси пред публика, в които участие взимат пациенти на психиатричното лечебно заведение. От около 2018 г.в болницата се провежда фестивал на тема изкуството на пациентите на клиниката. Творбите на пациентите са представяни на художествени изложби както в Раднево, така и в други градовев България. Консултант в болницата, завършил художествено учебно заведение е организатор на театрално ателие от болни в стационара, чиито спектакли се провеждат в болницата и в културните домове в града. Рехабилитационните и ресоциализиращи програми (система от трудоволечебни програми) са съпътстващи и допълващи конвенционалната фармакотерапия и психиатричните грижи.
Др. Васил Пеев е български лекар по психиатрия, автор на нови терапевтични методи в областта на лечението на нарко и алкохолните звисимости, които въвежда за първи път в болницата „Д-р Георги Кисьов“. Тук той въвежда метод за различаване на менталните болестни състояния от психичните отклонения, придобити вследствие на злоупотребата с алкохол. Чрез измерване на тремора на пациентите си става създател на метод за определяне на вида и количеството на употребен алкохол от тях.